# Weisz Lajos (rabbi)
Weisz Lajos (Napajedl, Morvaország, 1898. január 3. – ?, 1944) cseh származású magyar rabbi. 1914 és 1924 között volt a budapesti Rabbiképző növendéke. 1925-ben avatták bölcsészdoktorrá, 1926-ban pedig rabbivá. 1924-től móri főrabbi. Írása Babiloni elemek Jeremiás könyvében címmel jelent meg.